# Alaotra-Mangoro
Alaotra-Mangoro er en region beliggende i den østlige del af Madagaskar i den tidligere provins Toamasina. Den grænser til Sofia mod nord, Analanjirofo mod nordøst og vest, Atsinanana mod øst, Vakinankaratra mod sydvest, Analamanga mod vest og Betsiboka mod nordvest. Regionshovedstaden er byen Ambatondrazaka, og befolkningen blev anslået til 877.700 mennesker i 2004, på et areal af 31.948 km²
Regionen er inddelt i fem distrikter:
1. Ambatondrazaka (Ambatondrazaka)
2. Amparafaravola (Amparafaravola)
3. Andilamena (Andilamena)
4. Anosibe An'ala (Anosibe An'ala)
5. Moramanga (Moramanga)

## Natur
- Nationalpark Andasibe-Mantadia
- Analamazoatra-reservatet
- Nationalpark Zahamena

## Eksterne kilder og henvisninger
1. 1 2  Profile des marchés pour les évaluations d’urgence de la sécurité alimentaire p. 27, Eliane Ralison og Frans Goossens 2006 hentet 5. maj 2009

17°49′48″S 48°25′48″Ø / 17.83000°S 48.43000°Ø